# NGC 648
NGC 648 este o galaxie lenticulară situată în constelația Balena. A fost descoperită în anul 1886 de către Francis Leavenworth. De asemenea, a fost observată încă o dată de către Herbert Howe și în 30 septembrie 1892 de către Stéphane Javelle.